# 316 aC
El 316 aC va ser un any del calendari romà prejulià. A la República i a l'Imperi Romà es coneixia com l'Any del consolat de Rútil i Lenat (o també any 438 ab urbe condita o de la Fundació de Roma). La denominació «316 aC» per a aquest any s'ha emprat des de l'edat mitjana, quan el calendari Anno Domini va ser el mètode prevalent a Europa per a anomenar els anys.

## Esdeveniments

### Àsia Menor. Els diàdocs
- Èumenes de Càrdia, l'estrateg enviat a Àsia per Polipercont, el regent de Macedònia, és vençut i mort per Antígon Monoftalm en la batalla de Gabiene. Antígon expulsa a Seleuc I Nicàtor de Babilònia, que ha de fugir a Egipte amb Ptolemeu I. Antígon domina els territoris conquerits per Alexandre el Gran a Àsia. Els altres diàdocs s'uneixen contra ell.[2]
- Refundació de Nicea. En una època indeterminada els misis l'havien destruït. Després de la mort d'Alexandre el Gran, Antígon Monoftalm, un dels diàdocs, després de derrotar Èumenes de Càrdia, reconstrueix la ciutat i l'anomena Antigònia.[3]

### Antiga Grècia
- Olímpia, la mare d'Alexandre el Gran, és a Pidna, ciutat que assetja Cassandre. Finalment pren la ciutat i lliura Olímpia als pares de les seves víctimes. La van lapidar i va morir de les ferides rebudes.[4]
- Tessalònica, filla de Filip II de Macedònia i germana d'Alexandre el Gran, refugiada també a Pidna, és presa en matrimoni per Cassandre, que volia emparentar amb la família reial.[5]
- Cassandre reconstrueix l'antiga ciutat de Potidea, a la Calcídica, i la bateja amb el nom de Cassandrea. Hi porta estrangers i grecs de la rodalia, especialment d'Olint perquè l'habitin.[6]

### Antiga Roma
- quest any són elegits cònsols Espuri Nauci Rútil i Marc Popil·li Lenat.[7]
- El senat nomena dictador a Luci Emili Mamercí Privernat, que tenia com a magister equitum a Luci Fulvi Curi per dirigir la guerra contra els samnites, en les operacions de la Segona Guerra Samnita. Mamercí Privernat va assetjar la ciutat de Satícula, setge que va durar un any, i finalment la va conquerir Quint Fabi Màxim Rul·lià l'any 315 aC.[8]

### Antiga Xina
- L'Estat de Ba i l'Estat de Chu s'alien amb l'Estat de Qin per envair Shu, però després de la conquesta de Shu, Qin es situa immediatament contra els seus dos aliats i captura l'últim rei Ba.[9]

## Necrològiques
- Èumenes de Càrdia. Fet presoner per Antígon Monoftalm, aquest va decidir que havia de morir. Va ordenar no donar-li menjar i al tercer dia li envia al botxí que l'executa. El cos va ser lliurat als seus amics i el van enterrar honorablement. Les seves restes es van posar en una urna de plata i les van enviar a la seva dona i als seus fills.[10]
- Pitó, sàtrapa de Mèdia. Antígon Monoftalm, a qui Pitó havia fet grans serveis, sospitant que el volia trair, el crida al seu quarter d'Ecbàtana on hi va confiat. Només arribar, l'arresta i el porta a judici davant un consell format per amics d'Antígon i és executat immediatament.[11]